# 岩手県道216号八木港線
岩手県道216号八木港線（いわてけんどう216ごう やぎこうせん）は、岩手県九戸郡洋野町を通る一般県道である。

## 概要
JR八戸線 陸中八木駅そばの八木港は岩手県内第4位の地方港である。途中造船所通踏切で八戸線と交差する。

### 路線データ
- 起点：八木港・九戸郡洋野町種市
- 終点：九戸郡洋野町種市3地割字小田の沢（国道45号交点）

## 地理

### 通過する自治体
- 九戸郡洋野町

### 交差する道路
- 岩手県道164号明戸八木線（洋野町種市字八木北町）
- 国道45号（終点）

### 沿線の施設
- JR八戸線 陸中八木駅